# Reprezentacja Niemiec na Mistrzostwach Świata w Narciarstwie Klasycznym 2007
Reprezentacja Niemiec na Mistrzostwach Świata w Narciarstwie Klasycznym 2007 liczyła 31 sportowców. Reprezentacja ta zdobyła 9 medali, w tym 2 złote, dzięki czemu zajęła 3. miejsce (za reprezentacją Norwegii i reprezentacją Finlandii) w klasyfikacji medalowej.

## Medale

### Złote medale
- Biegi narciarskie mężczyzn, 30 km: Axel Teichmann
- Kombinacja norweska, Gundersen 15 km: Ronny Ackermann

### Srebrne medale
- Biegi narciarskie kobiet, sprint drużynowy: Evi Sachenbacher-Stehle, Claudia Künzel-Nystad
- Biegi narciarskie kobiet, sztafeta 4 x 5 km: Stefanie Böhler, Viola Bauer, Claudia Künzel-Nystad, Evi Sachenbacher-Stehle
- Kombinacja norweska, drużynowo: Sebastian Haseney, Ronny Ackermann, Tino Edelmann, Björn Kircheisen
- Biegi narciarskie mężczyzn, 30 km: Tobias Angerer

### Brązowe medale
- Biegi narciarskie mężczyzn, 15 km: Tobias Angerer
- Biegi narciarskie mężczyzn, 50 km: Jens Filbrich
- Kombinacja norweska, sprint 7,5 km: Björn Kircheisen

## Wyniki

### Biegi narciarskie mężczyzn
Sprint
- Josef Wenzl - 14. miejsce

Sprint drużynowy
- Tobias Angerer, Axel Teichmann - 4. miejsce

Bieg na 15 km
- Tobias Angerer - 3. miejsce, brązowy medal
- Axel Teichmann - 4. miejsce
- Franz Göring - 6. miejsce
- René Sommerfeldt - 19. miejsce

Bieg na 30 km
- Axel Teichmann - 1. miejsce, złoty medal
- Tobias Angerer - 2. miejsce, srebrny medal
- Jens Filbrich - 4. miejsce
- René Sommerfeldt - 13. miejsce

Bieg na 50 km
- Jens Filbrich - 3. miejsce, brązowy medal
- Tobias Angerer - 4. miejsce
- René Sommerfeldt - 15. miejsce
- Tom Reichelt - 18. miejsce

Sztafeta 4 x 10 km
- Jens Filbrich, Franz Göring, Tobias Angerer, Axel Teichmann - 4. miejsce

### Biegi narciarskie kobiet
Sprint
- Viola Bauer - 16. miejsce
- Stefanie Böhler - 29. miejsce

Sprint drużynowy
- Evi Sachenbacher-Stehle, Claudia Künzel-Nystad - 2. miejsce, srebrny medal

Bieg na 10 km
- Evi Sachenbacher-Stehle - 6. miejsce
- Claudia Künzel-Nystad - 15. miejsce
- Stefanie Böhler - 27. miejsce
- Katrin Zeller - 29. miejsce

Bieg na 15 km
- Evi Sachenbacher-Stehle - 4. miejsce
- Claudia Künzel-Nystad - 17. miejsce
- Viola Bauer - 21. miejsce
- Katrin Zeller - 32. miejsce

Bieg na 30 km
- Evi Sachenbacher-Stehle - 10. miejsce
- Viola Bauer - 23. miejsce
- Katrin Zeller - 25. miejsce
- Claudia Künzel-Nystad - 26. miejsce

Sztafeta 4 x 5 km
- Stefanie Böhler, Viola Bauer, Claudia Künzel-Nystad, Evi Sachenbacher-Stehle - 2. miejsce, srebrny medal

### Kombinacja norweska
Sprint HS 134 / 7,5 km
- Björn Kircheisen - 3. miejsce, brązowy medal
- Ronny Ackermann - 8. miejsce
- Tino Edelmann - 11. miejsce
- Sebastian Haseney - 26. miejsce

HS 100 / 15.0 km metodą Gundersena
- Ronny Ackermann - 1. miejsce, złoty medal
- Björn Kircheisen - 7. miejsce
- Sebastian Haseney - 9. miejsce
- Eric Frenzel - 22. miejsce
- Georg Hettich - 29. miejsce

Kombinacja drużynowa
- Sebastian Haseney, Ronny Ackermann, Tino Edelmann, Björn Kircheisen - 2. miejsce, srebrny medal

### Skoki narciarskie
Normalna skocznia indywidualnie HS 100
- Jörg Ritzerfeld - 12. miejsce
- Martin Schmitt - 16. miejsce
- Stephan Hocke - 28. miejsce
- Tobias Bogner - 37. miejsce

Duża skocznia indywidualnie HS 134
- Jörg Ritzerfeld - 15. miejsce
- Martin Schmitt - 30. miejsce
- Stephan Hocke - 32. miejsce
- Tobias Bogner - 49. miejsce

Duża skocznia drużynowo HS 134
- Stephan Hocke, Tobias Bogner, Jörg Ritzerfeld, Martin Schmitt - 8. miejsce